# حقایق درباره‌ی لیلا دختر ادریس
حقایق درباره‌ی لیلا دختر ادریس فیلم‌نامه‌ای فیلم‌نشده از بهرام بیضایی است، نوشته به سالِ ۱۳۵۴.

## خلاصهٔ داستان
دخترِ جوانی به نامِ لیلا در پیِ زندگیِ مستقل به زحمت خانه‌ای برای اجاره می‌یابد . . .

## فیلمِ ناساخته
فیلمِ حقایق درباره‌ی لیلا دختر ادریس قرار بود سالِ ۱۳۵۵ با سرمایهٔ شرکتِ گسترشِ صنایعِ سینماییِ ایران و به تهیه‌کنندگیِ بهمن فرمان‌آرا ساخته شود؛ که نشد. فرمان‌آرا گفته که علّت مخالفتش با بازیِ پروانه معصومی در نقشِ لیلا بوده‌است. بیضایی معصومی را برای این نقش برگزیده بود. حوالیِ سالِ ۱۳۸۰ فرمان‌آرا دربارهٔ نقاری که پدید آمده بود توضیح داده:
. . . با بهرام شما هیچ وقت توافق نمی‌کنید چون او همیشه باید نقشِ شهید را بازی کند، بنابراین بازی را هم کرد و در روزنامه‌ها هم نوشتند، سؤال بود چرا در این سرمایه‌گذاری کلانی که برای فیلم‌ها می‌شود، جایی برای لیلا دختر ادریس وجود ندارد؟

### فیلم‌های دیگر
سالِ ۱۳۹۵ که فیلمِ فروشندهٔ اصغر فرهادی به نمایش درآمد، گفته شد که داستانش همانندی دارد با داستانِ حقایق درباره‌ی لیلا دختر ادریس. فرهادی این تأثّر را ناخودآگاه وصف کرد. سالِ ۱۴۰۲ نیز اشاره‌ای به همانندیِ برادران لیلای سعید روستایی با فیلم‌نامهٔ بیضایی شد.

### توضیحات
1. ↑  مثلاً صفحهٔ سینمایی روزنامهٔ کیهان
2. ↑  مثلاً پویا نبی («حقایقی درباره یک فیلم . .». شرق (۲۶۸۶): ۱۱. ۳۱ شهریور ۱۳۹۵.) و شهلا لاهیجی («اثر تازه‌ای از بیضایی در راه است». شرق (۲۸۳۷): ۱۴. ۲۳ فروردین ۱۳۹۶.)

### ارجاعات
1. ↑  درستکار، «بهمن فرمان‌آرا: زندگی و آثار»، ۱۵۵–۱۵۶.
2. ↑  درستکار، «بهمن فرمان‌آرا: زندگی و آثار»، ۱۵۶.
3. ↑  میهن‌دوست، «رودررو با اصغر فرهادی»، ۳۵۴.
4. ↑  طوسی، «حقایقی دربارهٔ لیلا دختر اسماعیل جوراب‌لو»، ۷۴−۷۵.